# IronE Singleton

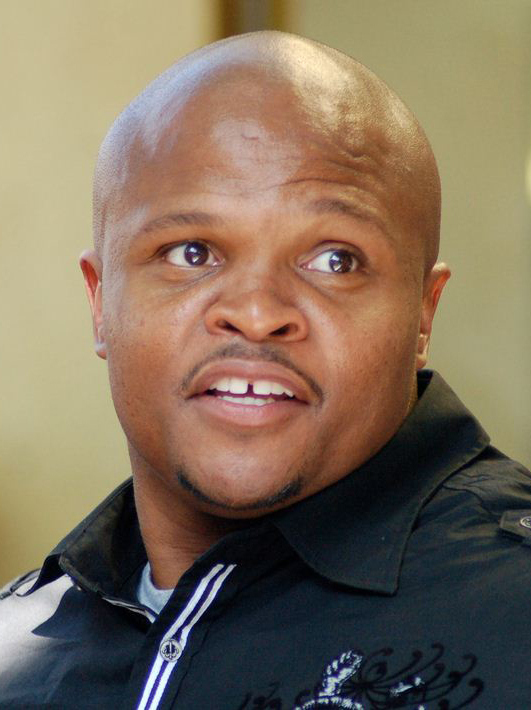
IronE Singleton im Oktober 2012

Robert „IronE“ Singleton (* 1975 in Atlanta, Georgia) ist ein US-amerikanischer Schauspieler und Komiker. Bekannt ist er durch seine Rolle des Theodore „T-Dog“ Douglas in der Serie The Walking Dead.

## Leben
Singleton wurde in Atlanta geboren und ist dort auch aufgewachsen. Er absolvierte die Archer High School. Danach studierte er an der University of Georgia Theaterwissenschaft und Sprechwissenschaft, nebenbei spielte er auch Football. Heute lebt er noch immer in seiner Geburtsstadt und ist Vater von drei Kindern.
1996 stand Singleton das erste Mal vor der Kamera und zwar im Film Fled – Flucht nach Plan, wo er eine kleine Nebenrolle spielt. Danach hatte er weitere Auftritte in den Filmen Gegen jede Regel, Dead Wait, Somebodies und Riff. In weiterer Folge spielte IronE mehrere Gastrollen in vielen verschiedenen TV-Serien, unter anderem in One Tree Hill. Erste Bekanntheit erlangte Singleton 2009 in dem Oscar-nominierten Film Blind Side – Die große Chance, wo er die Rolle des Alton spielt. Der Durchbruch gelang ihm in der Horror-Serie The Walking Dead. In dieser spielte er die Rolle des T-Dog von 2010 bis 2012. Zuletzt agierte er im Film A Box for Rob in einer Hauptrolle als Tim.

## Filmografie
- 1996: Fled – Flucht nach Plan
- 2000: Gegen jede Regel
- 2003: Dead Wait
- 2006: Somebodies
- 2007: Riff
- 2008: Somebodies (3 Folgen)
- 2009: Life 101: Angel’s Secret
- 2009: One Tree Hill  (1 Folge)
- 2009: Blind Side – Die große Chance
- 2010: Lottery Ticket
- 2010: Detroit 1-8-7 (1 Folge)
- 2011: Single Ladies (1 Folge)
- 2011: Franklin & Bash (1 Folge)
- 2011: Pakt der Rache
- 2010–2012: The Walking Dead (Fernsehserie, 22 Episoden)
- 2012: Sworn to Silence
- 2013: A Box for Rob
- 2020: Safety
- 2021: The Underground Railroad (Fernsehserie, 2 Episoden)